# コペルニクスの原理
コペルニクスの原理（コペルニクスのげんり、Copernican principle）、あるいは平凡の原理（へいぼんのげんり、Principle of mediocrity）とは、この世界に「特別な」観測者は存在しない、とする自然科学における根本的な仮説の一つである。16世紀に太陽中心説を唱え、プトレマイオスの宇宙観が覆されるパラダイムシフトの口火を切ったニコラウス・コペルニクスにちなんで名付けられた。

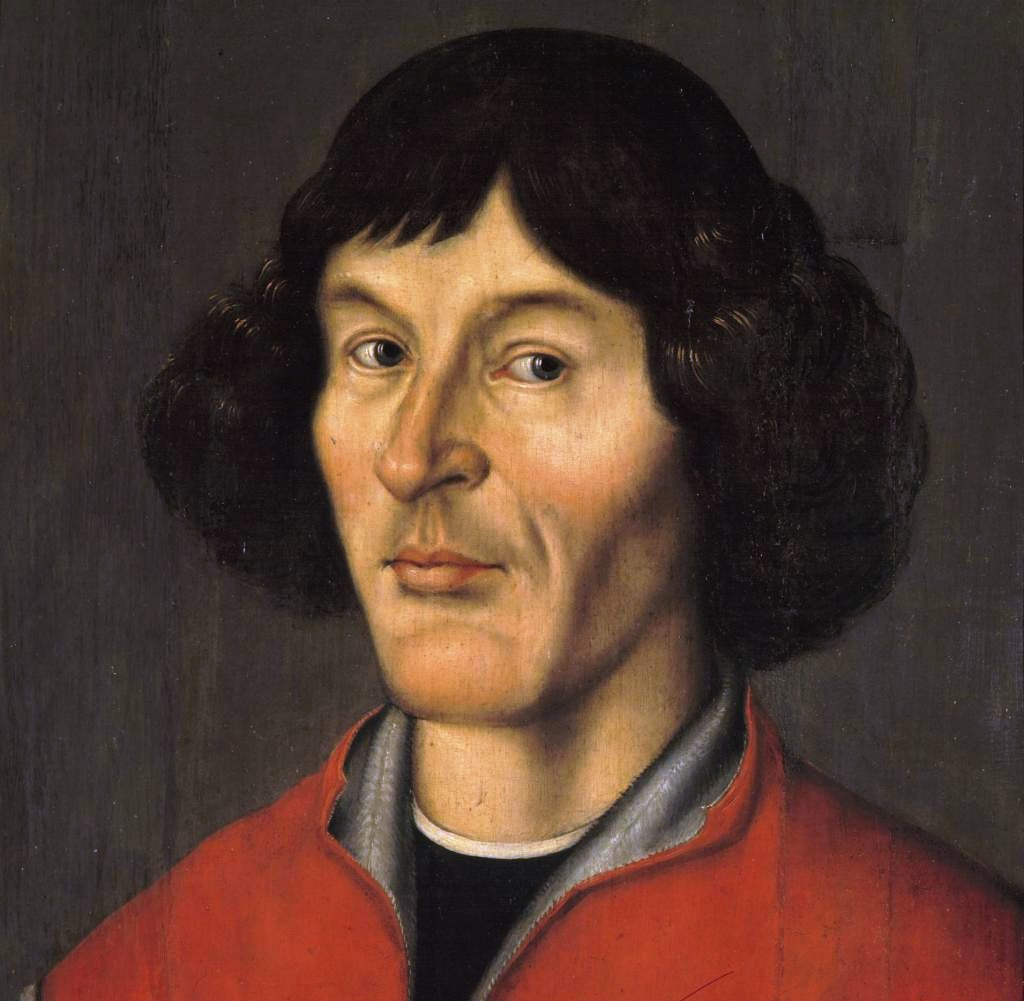
ニコラウス・コペルニクス

原理の骨格は最尤原理、すなわち「現実の標本は確率最大のものが実現した」とする統計学上の仮定と同じである。この前提に立つと、ある事物が特別で、特権的で、例外的で、重要であると仮定するよりも、一般的、平均的、典型的、平凡であると仮定する方が蓋然性が高い、と考えられる。
宇宙論において導入された原理であるが、より一般化されて、宇宙生物学、哲学、論理学において人間の位置付けを議論する際にも用いられる。
この原理の下では、太陽も地球も宇宙の中心ではなく、それどころか宇宙に特別な場所は存在しない。人間もまた、宇宙において特別な存在ではなく、生命や知性の存在は普遍的であると予測される。

## 成り立ち
コペルニクスの原理という呼び名は、数学者・物理学者のヘルマン・ボンディが、20世紀半ばに命名したとされる。しかし、その概念自体の起源は、17世紀に地動説が天動説より優勢となった時まで遡る。

コペルニクスの太陽中心説

コペルニクスは、地球ではなく太陽が中心にあり、地球を含む惑星がその周りを公転していると仮定すると、惑星の運動がよく説明できる、と主張。惑星の逆行は、地球が太陽の周りを回っていることによる見かけ上の現象であると論じ、太陽中心説を唱えた。コペルニクス自身は、単純に天動説の技術的な弱点、特に惑星位置の予報誤差に不満を持って太陽中心説を導き出したのであって、この原理を信じたから考察したわけではない。コペルニクスの太陽中心説は、地球をプトレマイオスの宇宙観における宇宙の中心の地位から「引きずり降ろした」と言われるが、コペルニクス自身は、或いは同時代の他の科学者・哲学者も、それを格下げとみなしていたわけではなかった。地球が宇宙の中心と考えられていたことを、最悪の汚点であるかのように考える科学者・哲学者もおり、例えば、ミシェル・ド・モンテーニュは、人間が「世界の泥と糞にまみれ、宇宙のもっとも悪い、もっとも生気のない、もっとも低い部分に、最下層の、天空からもっとも遠い住まいに、釘づけにされて」いると表現し、ガリレオ・ガリレイは、地球が「世界の底によどんでいる汚い滓ではないことを示」し、「星の回転」の列に加わった、と評した。
なお、この原理を最初に明確に述べたのはジョルダーノ・ブルーノであるとされるが、ブルーノの宇宙観は思弁的なものであって、自然科学の理論として提唱されたものではなく、コペルニクスから現代宇宙論へ至る系譜とは趣きが異なる。

## 宇宙論への影響

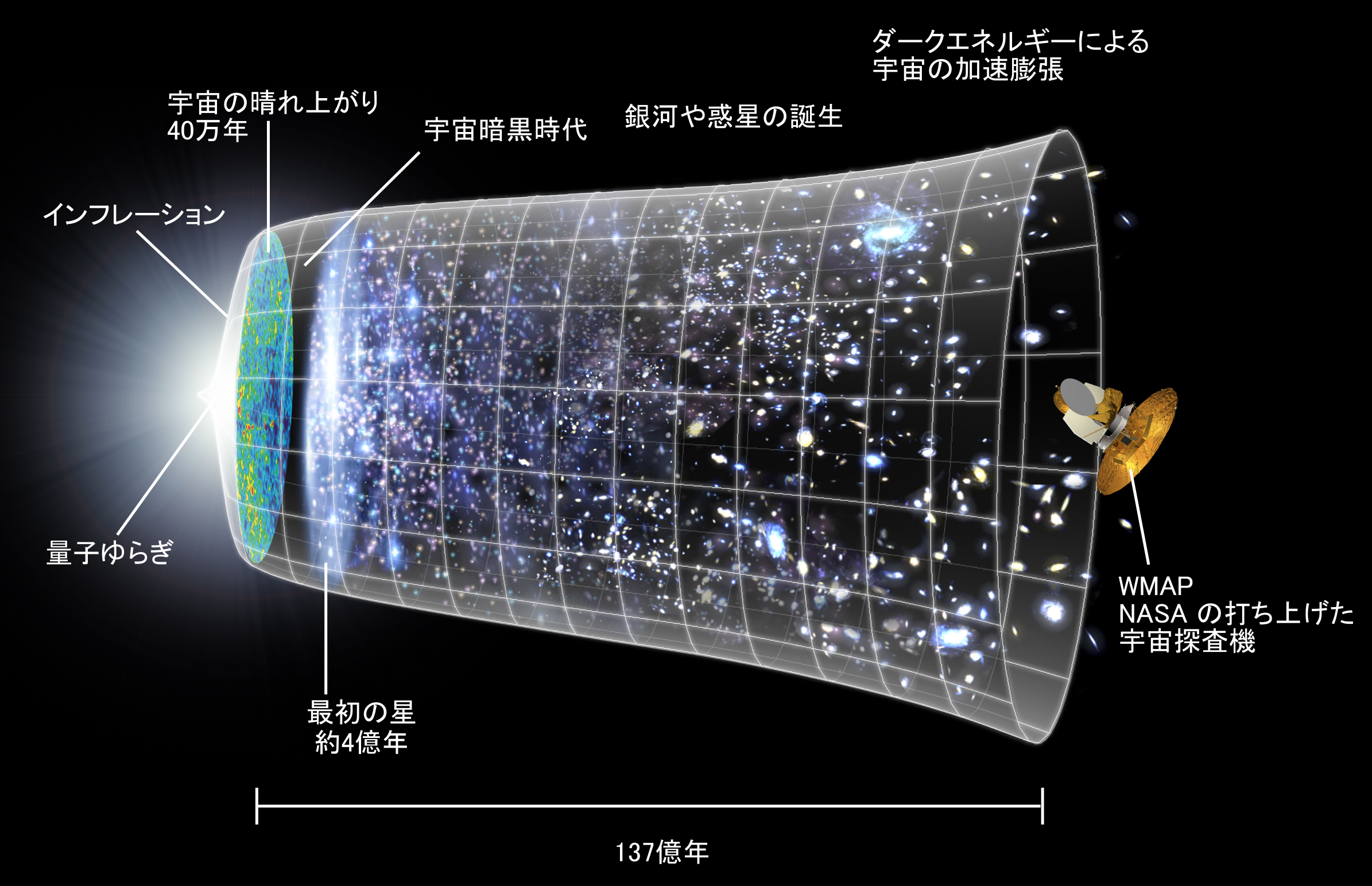
宇宙の進化。出典:NASA / WMAP Science Team

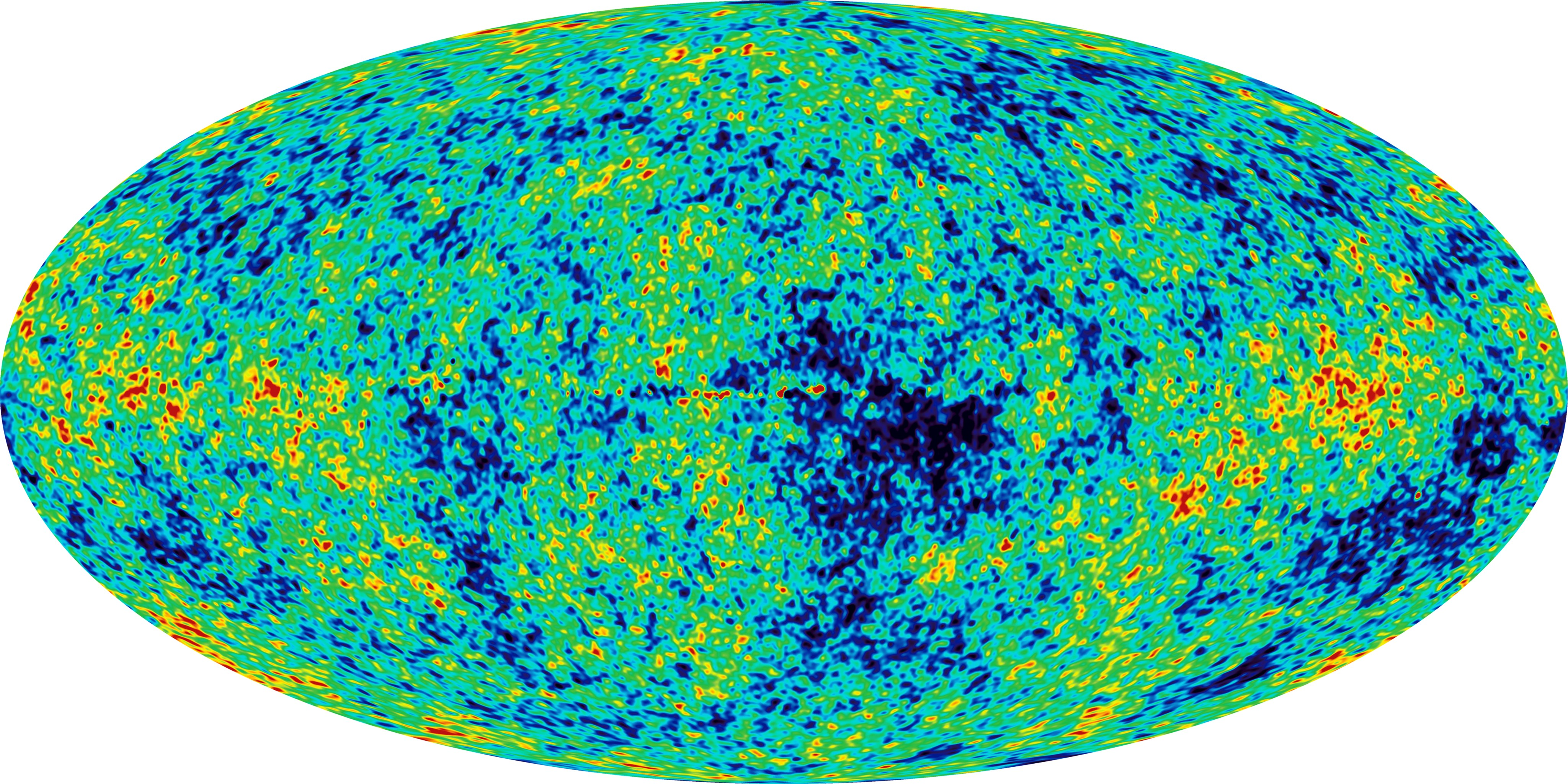
WMAPが観測した宇宙マイクロ波背景放射。出典: NASA / WMAP Science Team

宇宙論においては、コペルニクスの原理を仮定すると、地球から宇宙のどの方向を観測しても同じようにみえる場合、宇宙はどの地点であっても一様かつ等方的である、とする宇宙原理が導かれる。
現実には、宇宙では超銀河団や銀河フィラメント、超空洞といった等方的でも一様でもない構造が観測される。しかし、それよりもずっと大きい規模、およそ6-7億光年以上の単位でみた場合には、より等方的になり、どこまでも大きい集団は存在しない。宇宙の地平線規模でみた際に、若い恒星の数、銀河団の数などといった、地球からの距離に応じた系統的な変化も存在するが、これは「地球が宇宙の中心にあって宇宙の中心部と辺境で性質が異なる」ことを意味しない。コペルニクスの原理に基づく解釈では、この系統的な変化は宇宙の進化によるものである。遠方からの光は、それだけ長い時間をかけて観測者へと届くため、遠くの天体ほど宇宙初期に近い時代の姿を観測することになる。宇宙の地平線近くからの光は、観測されるまでに宇宙年齢に匹敵する時間がかかっており、宇宙初期の姿を示していると考えられる。観測できる最も遠方からの電磁波、つまり宇宙マイクロ波背景放射（CMB）はきわめて等方的である。
現代宇宙論は、宇宙原理が宇宙の地平線規模において完全でないにしろほぼ正しいことを、前提としている。コペルニクスの原理は、観測結果に照らし合わせて宇宙原理の妥当性を担保する、必要最小限の仮定である。
ボンディとトーマス・ゴールドは、コペルニクスの原理を時間にも適用し、宇宙は場所だけでなく時間に関しても等質性を保持するという、定常宇宙論に基づく「完全宇宙原理」を提唱した。しかし、この考えは前述した宇宙の進化と矛盾するもので、ビッグバンとは全く異なる状態から宇宙が誕生・膨張し、将来もダークエネルギーの影響による加速膨張が予測する未来とは全く異なる状態へ進むことになる。現在では、CMBを始めとする観測的証拠により、ビッグバン理論が標準的な宇宙論とされ、定常宇宙論は衰退している。

### コペルニクスの原理を前提としない宇宙論
標準的宇宙モデル、いわゆるΛ-CDMモデルは、コペルニクスの原理とそれを一般化した宇宙原理を前提として、観測結果ともよく合致するが、未解決の問題もある。これに対し、コペルニクスの原理、宇宙原理を仮定しない宇宙モデルを考える宇宙物理学者、理論物理学者もいて、観測結果に合うように宇宙論パラメータを調整したり、標準的な理論と考え得る別の理論との相違点とその検証方法について試行錯誤している。
代表的な例として、観測された宇宙の加速膨張と宇宙定数の問題がある。ダークエネルギーへの対案として、宇宙は標準的な理論が予想するよりも非等方的で、我々は非常に巨大な低密度超空洞の中にいる、とする仮説が提案されている。この理論が観測に合うようにすると、地球の位置はこの巨大超空洞の中心近くにある必要があり、コペルニクスの原理を真っ向から否定することになる。

### 人間原理と宇宙の「微調整」問題
地球や人間を特別視しないコペルニクスの原理は、宇宙の構造や環境の理由を知性を持つ観測者の存在に求める人間原理とは、一見すると対極にある概念である。実際、強い人間原理の提唱者であるブランドン・カーターは、コペルニクスの原理の行き過ぎに異を唱える形で、人間原理を提案した。しかし、多元宇宙の仮定の下では、両者は同じ主張を別の視点から論じている場合がある。そして、カーター自身も「宇宙のアンサンブル」として多元宇宙を同時に考えている。
例として、知的生命が存在できる宇宙の環境は極めてまれであり、我々のいる宇宙はそうなるように物理定数が「微調整」されているかのようにみえるという、宇宙の微調整の問題を解くにあたって、人間原理による解釈の上に、コペルニクスの原理に基づく理論予想が試みられている。スティーヴン・ワインバーグやアレクサンダー・ビレンケンが宇宙定数の予想にこの論法を適用し、一定の成果を上げている。

## 宇宙生物学への影響
「どんなに特有で奇妙に思われるものも、実際には多数の中の1つであり、多分に平均的である、とする基本的な仮定」に基づけば、地球に生命が存在するということは、宇宙において地球のような惑星には生命が当たり前に存在し、ひいては生命や知性がこの宇宙で普遍的に発生する、と予想される。この仮定は、斉一性原理、充満の原理と共に地球外知的生命体探査（SETI）における暗黙の前提となっている。
SETI推進の立役者の一人であるカール・セーガンは、「私たちは何者なのか」「私たちは、つまらない惑星のうえに住んでいることを知った。この惑星は、平凡な恒星の周りをめぐっており、その平凡な恒星・太陽は、銀河の端のほうの、うず状の二本の腕の間にあり、その銀河は、まばらに散らばって存在する数多くの銀河の一つであり、宇宙の中の忘れられた片すみに存在する。そして、その宇宙には、人間の数よりももっと多くの銀河が存在する」と述べるなど、しばしばその著書でこの原理に触れている。

## その他の影響
コペルニクスの原理はしばしば、現代的な思考をするかどうかの境目とされ、マイケル・ローワン=ロビンソンは、「コペルニクス以後の時代においては、知識と理性的判断力さえあれば、地球が、宇宙の中で特別な位置にあるとは思わない」と強調している。

### ゴットの推定
リチャード・ゴットは、コペルニクスの原理を応用し、ベイズの定理に基づく未来予測の方法を提案した。その予測方法とは、以下の様なものである。
無作為に選ばれた観測者が、ある事象を観測した場合に、その観測者が特別な観測者である可能性は小さい。そうすると、観測した時期は、その事象が始まってから終わるまでの間で、中間辺りにある可能性が大きく、始まったばかりや終末間近というのはありそうにない。そこで、その事象が始まった時刻をtbegin 、終わる時刻をtend 、観測した時刻をtnow とした時に、r = ( tnow - tbegin ) / ( tend - tbegin ) が0から1までの一様な乱数だとすると、rは95%の確率で0.025 < r < 0.975となる。これはつまり、tend - tnow が、tnow - tbegin の39分の1から39倍の範囲に収まることが、95%の確信度でいえるということである。
ゴットはこれを、デルタt論法と呼んだ。その一つの適用例として、ゴットは1969年（建設から8年）にベルリンの壁を見たことを挙げ、壁の崩壊はその20年後だったことから、tend - tnow がtnow - tbegin の2.5倍となって、信頼度95%の範囲に収まっているとした（この場合、デルタt論法ではベルリンの壁の寿命が、確信度95%で2ヶ月半後から312年後の間に尽きることになる）。また、人類の未来についても予測し、ホモ・サピエンスの登場を20万年前とした場合、人類の種としての残りの寿命が5,100年から780万年だと推定した。また、SETIについても、ドレイクの方程式の変数L（技術文明の存続期間）を同じ手法で予測することで、カルダシェフ・スケールのII型文明が銀河系内に、III型文明が宇宙の地平線内に存在することは期待できない、との見通しを述べた。
ゴットの推定は、人類の寿命を予測していることから、いわゆる「終末論法」の一つともされる。

## 批判
物理学者デイヴィッド・ドイッチュは、この原理は誤っていると主張する。この原理は、「あらゆる種類の偏狭な誤解のなかから、人間中心主義だけを特別な非難の対象として選び出しているので、平凡の原理自体が人間中心的」であり逆説的だとして、不信を表明。そして、この原理に立脚するスティーヴン・ホーキングとリチャード・ドーキンスの主張を引き合いに出して反論、宇宙における人間の重要性を説いている。

## 原理の検証
コペルニクスの原理は、証明されたわけではなく、証明し得ないと感じられるものだが、現代物理学の理論の多くで必須の前提条件とされている。宇宙論においては、コペルニクスの原理を仮定することで、いくつもの優れた理論が成立してきた。それらの理論は、コペルニクスの原理そのものよりも具体化されており、数多くの検証も行われていて、それが間接的にコペルニクスの原理の検証にもなると考えられる。

### 歴史的な検証

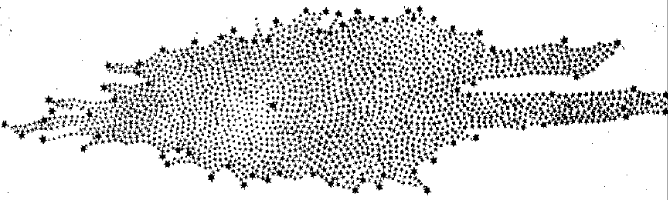
ハーシェルの宇宙。我々の宇宙は円盤のような扁平な構造をしたの星の集団であることを示している。

コペルニクスの原理という言葉が作られる前から、地球が宇宙の中で特権的な地位にないことは、たびたび示されてきた。コペルニクス革命によって、地球は太陽を周回する多くの惑星の中の1つに過ぎないとされた。ウィリアム・ハーシェルは、太陽系もまた、円盤状の銀河系の中を動いていることを発見した。ハーロー・シャプレーは、太陽系が銀河系の中心から大きく外れた辺境宙域にあることを発見した。エドウィン・ハッブルは、銀河系も宇宙の中にある多数の銀河の1つであることを示した。銀河系の宇宙の中での位置や、運動を研究することで、ビッグバン理論と現代宇宙論が成立した。

### 現代の検証
最近行われた、あるいは現在行われている宇宙原理、コペルニクスの原理の検証には、以下のようなものがある。コペルニクスの原理が成立する一様等方宇宙と、代表的な対案である巨大超空洞宇宙を比較したものが多い。

#### 宇宙論的赤方偏移の時間変化
一様等方宇宙と、等方・非一様宇宙では、赤方偏移の時間変化の傾向が異なり、赤方偏移が大きい天体程、両者の差は大きくなると予想されている。この赤方偏移の時間変化は、仮説に依存せずに直接観測によってデータを得ることができる。

#### アルコック・パチンスキー効果
バリオン音響振動によって出現する大規模構造を用いて、遠方宇宙に巨大な球形の天体があった場合、宇宙膨張の影響によって見かけ上楕円体になるアルコック・パチンスキー効果から、状態方程式を求めることができる。これが、他の手法で求めた状態方程式と食い違えば、宇宙が一様等方であるとする仮定が誤っている可能性がある。

#### 宇宙マイクロ波背景放射スペクトルのゆがみ
巨大超空洞のような構造があったとすると、CMBが観測者に届くまでにトムソン散乱を受けた場合、その構造に起因するドップラー偏移や重力場によるザックス・ヴォルフェ効果の非等方性によって、CMBのスペクトルが黒体輻射スペクトルからゆがめられる。このゆがみ具合によっては、一様等方でない宇宙が支持される。

#### 赤方偏移-距離指数関係
距離指数を赤方偏移の関数として表すと、一様等方宇宙と巨大超空洞宇宙では形が異なる。データの数と精度が向上すれば、どちらの関数によく合うかが判断できる可能性がある。

#### 運動学的スニヤエフ・ゼルドビッチ効果
スニヤエフ・ゼルドビッチ効果（SZ効果）は、銀河団に付随する高温プラズマによって、CMBが逆コンプトン散乱を受けてゆがむ効果のことで、プラズマの熱運動によって生じる熱的SZ効果に対し、銀河団の運動によるドップラー効果でCMBがゆがむのが運動学的SZ効果である。コペルニクスの原理が正しくないならば、運動学的SZ効果によるCMBのゆがみは、非等方的になる。

#### 宇宙背景ニュートリノ
宇宙背景ニュートリノ（CNB）は、ビッグバン宇宙において非常に豊富に存在すると考えられる。CNBは、一様等方宇宙と等方非一様宇宙とでは、運動量・数密度の分布が異なると予想され、もしCNBを検出できればコペルニクスの原理の検証にもなるとみられる。

#### 積分ザックス・ヴォルフェ効果
積分ザックス・ヴォルフェ効果は、CMBの光子が観測者へ届くまでの間に重力場の影響を受けて温度変化を起こすというもの。この温度ゆらぎが、赤方偏移に対してどう変化するかが、一様等方宇宙と巨大超空洞宇宙では異なる。